# Cemitério Central de Viena

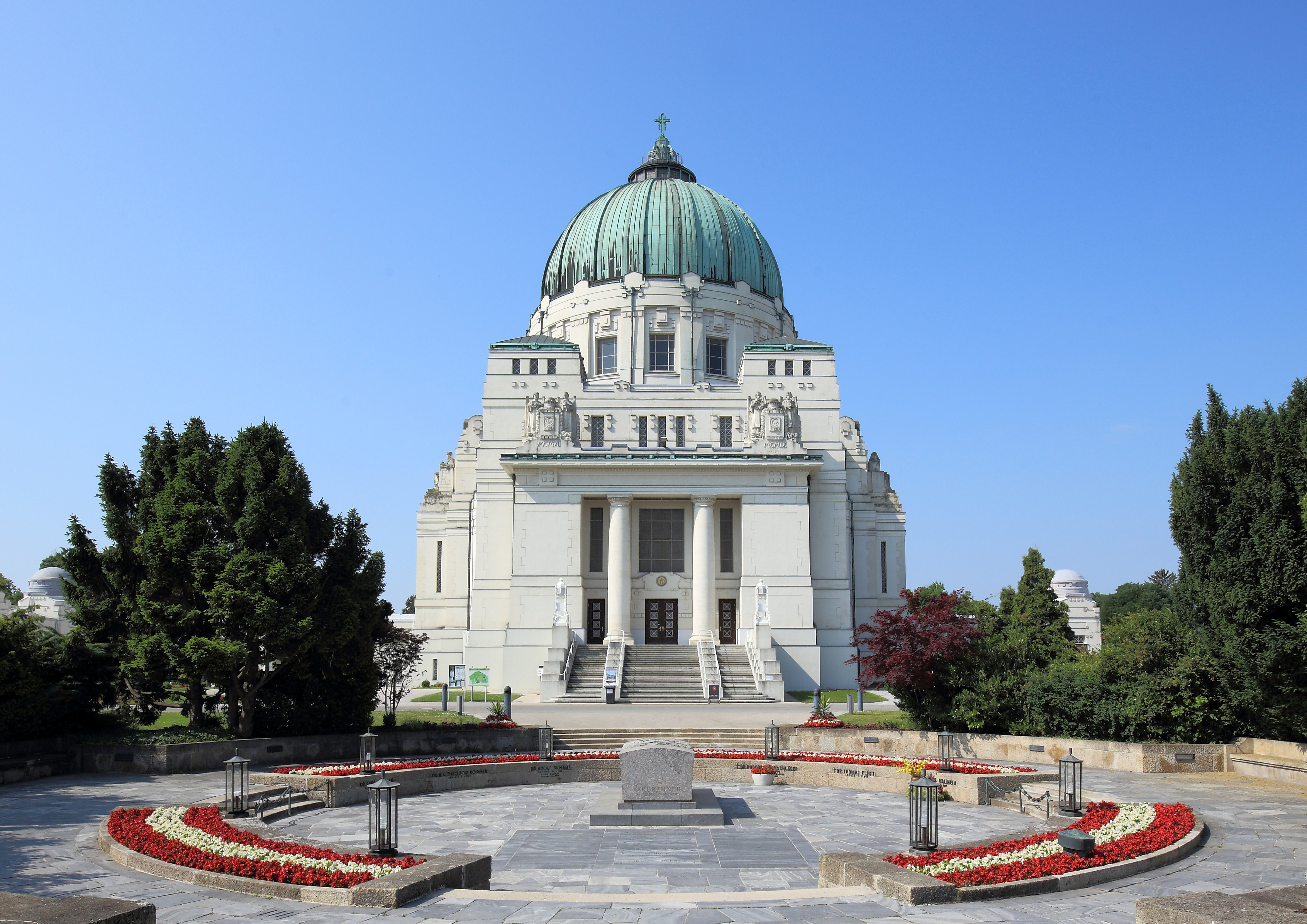
Igreja Karl-Borromäus e Mausoléu Presidencial.

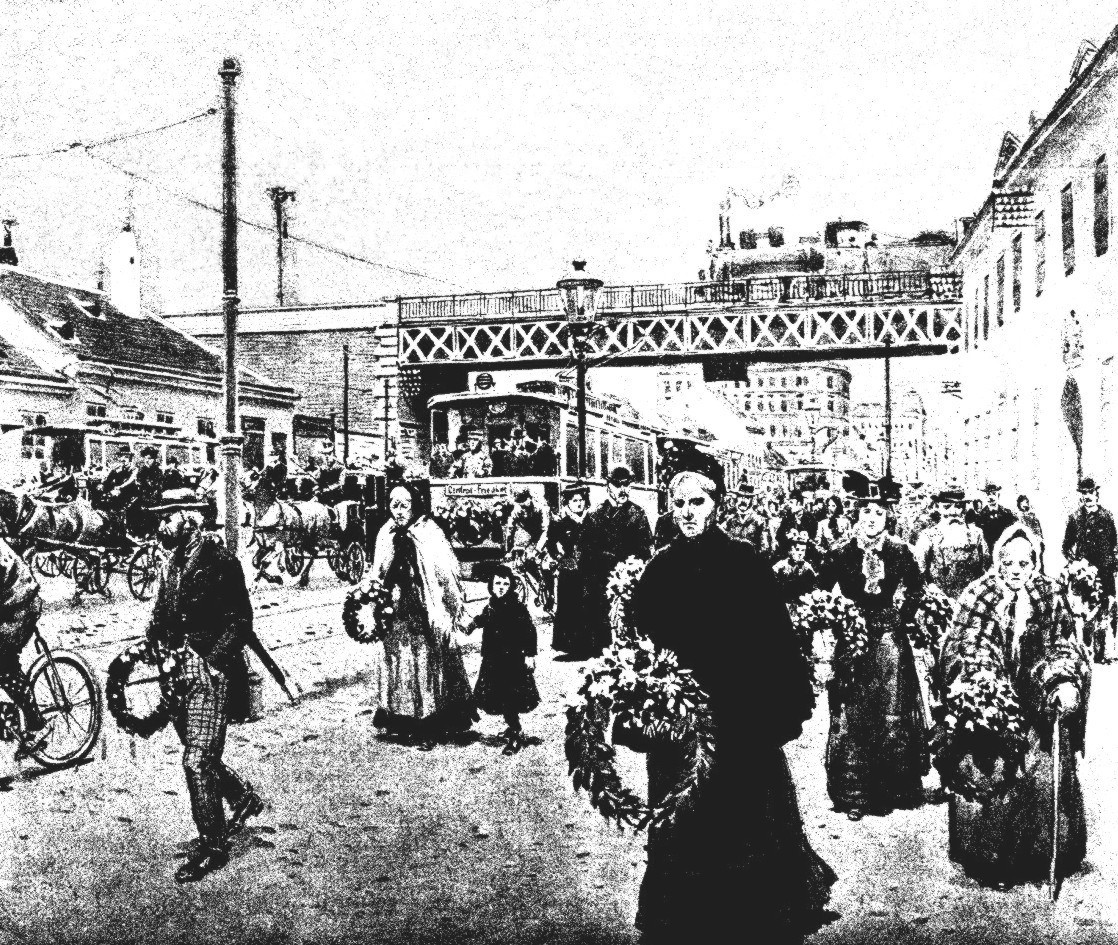
Allerseelen 1903, Friedhofsbesucher auf der Simmeringer Hauptstraße auf dem Weg zum Zentralfriedhof.

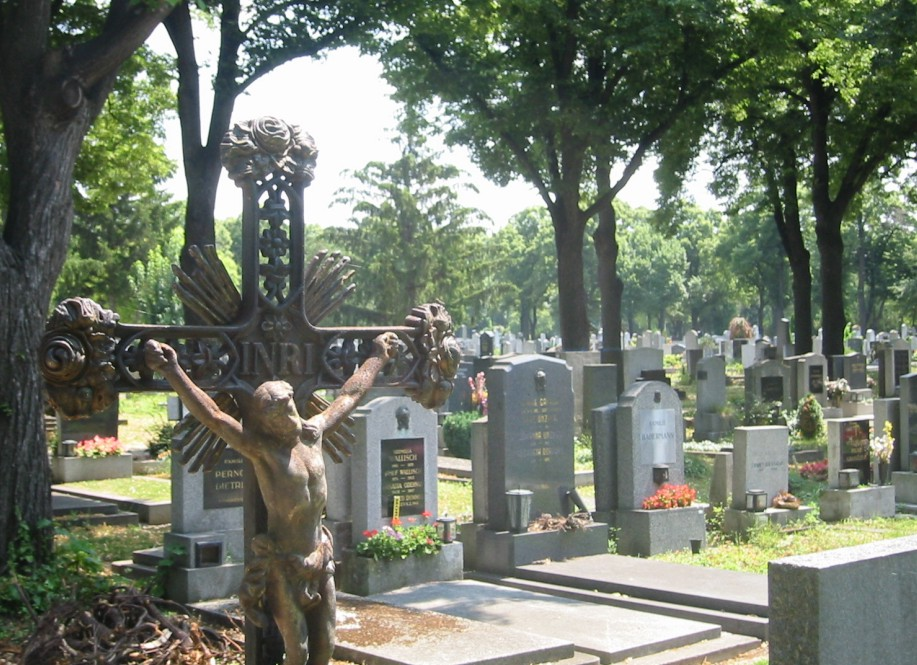
Zentralfriedhof, katholische Gräber.

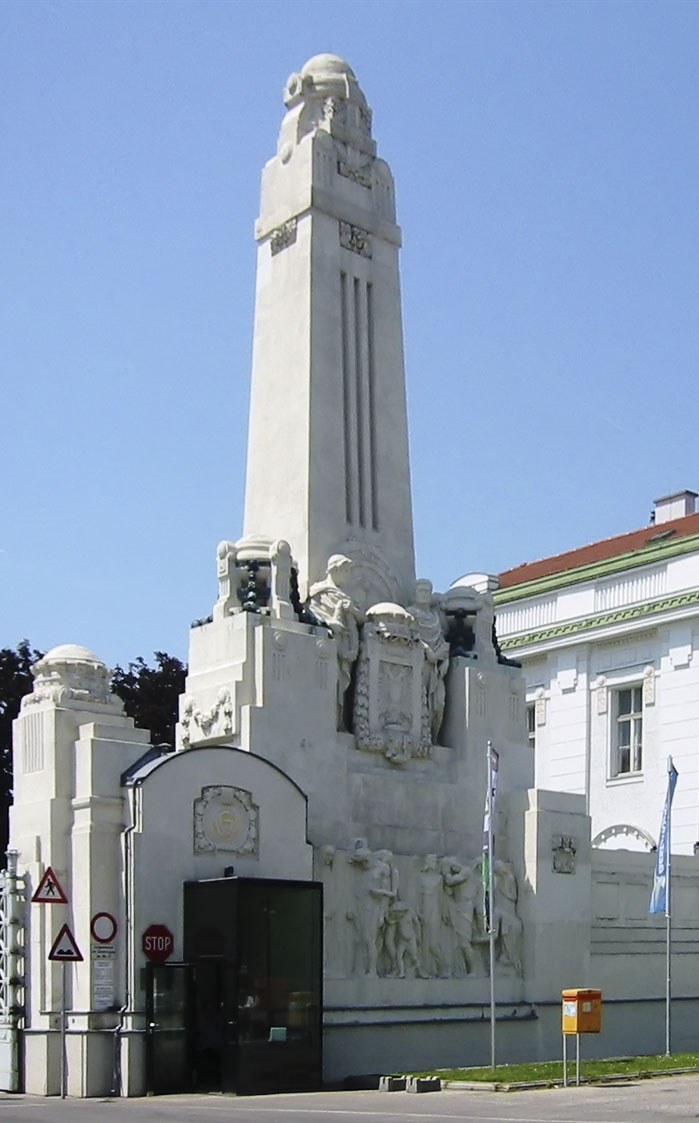
Entrada principal („2. Tor“)

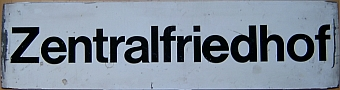
Alte Straßenbahntafel vom 71er.

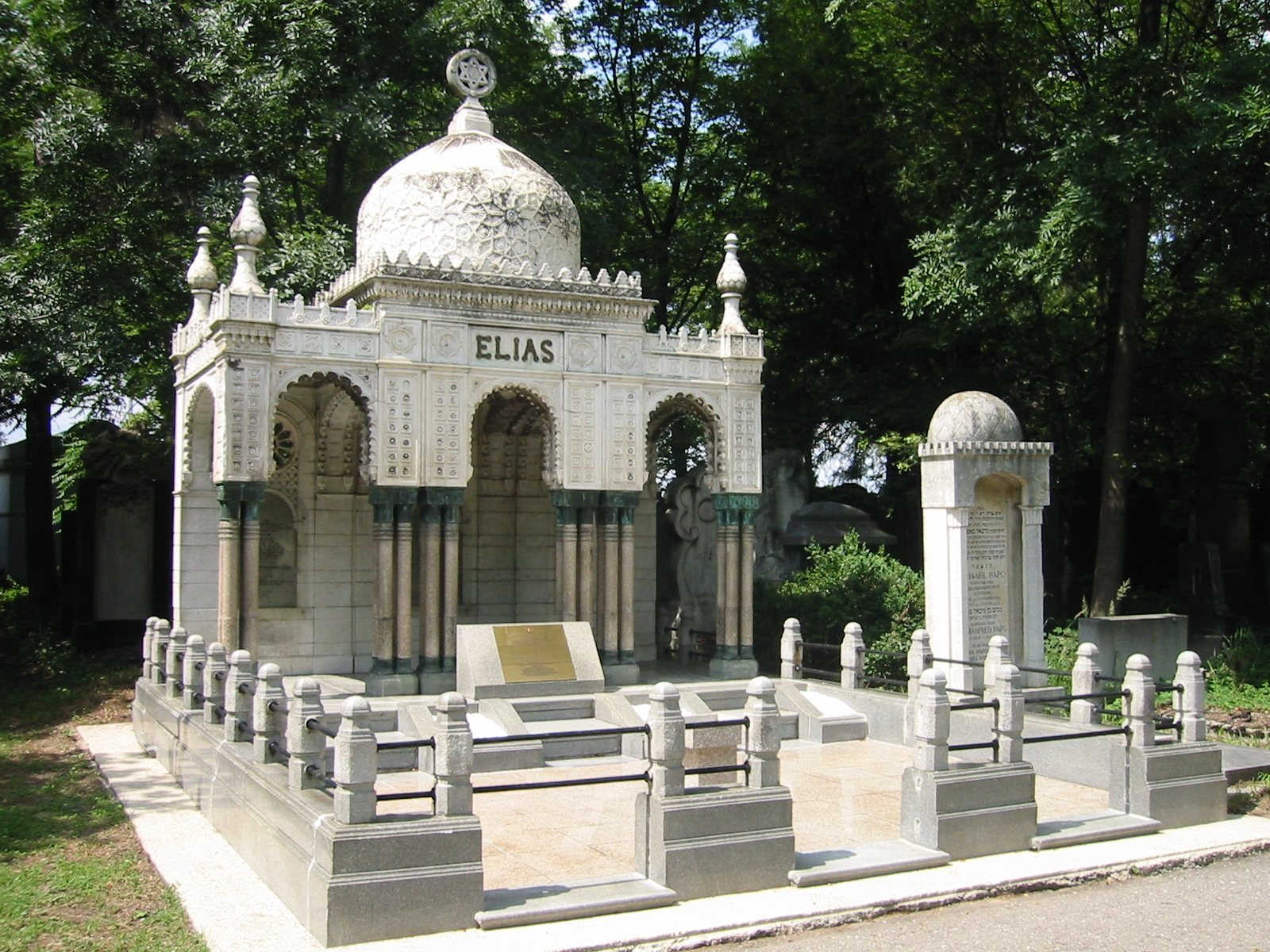
Sepultura no antigo cemitério judaico.

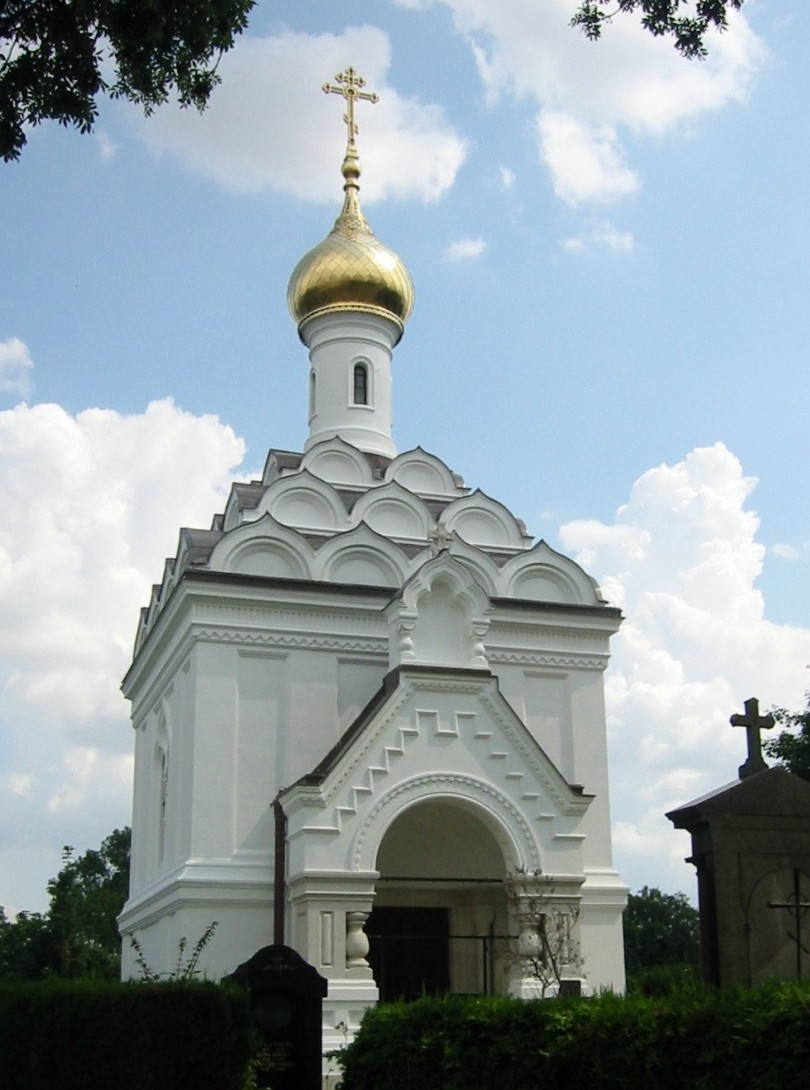
Igreja ortodoxa russa.

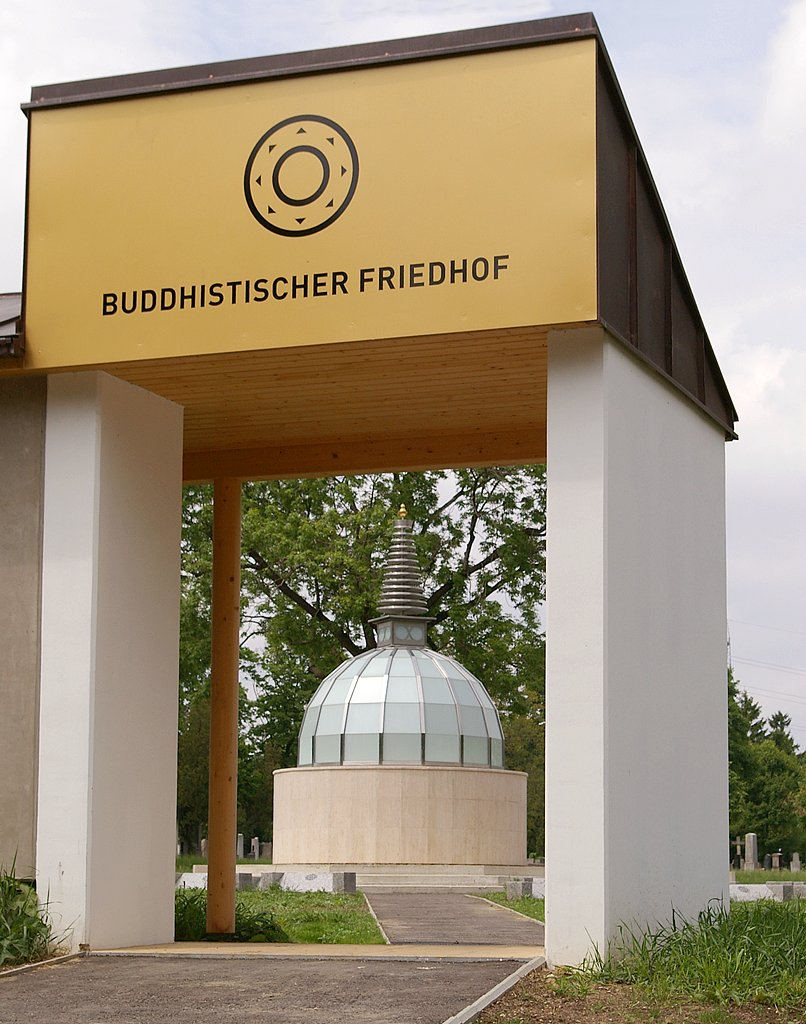
Eingangsbereich und Stupa des Buddhistischen Friedhofs.

O Cemitério Central de Viena (em alemão:  OrtodoWiener Zentralfriedhof) foi inaugurado em 1874, ocupando uma área de quase 2,5 km², sendo o segundo maior em área construída na Europa, e o primeiro em número de sepultamentos. Devido à grande quantidade de pessoas de renome sepultadas, suas construções em Jugendstil e seu tamanho, é uma das principais atrações turísticas de Viena.

## Mausoléu Presidencial
Na frente da Igreja Karl-Borromäus está localizado o Mausoléu Presidencial, onde são sepultados desde 1951 os presidentes da Áustria

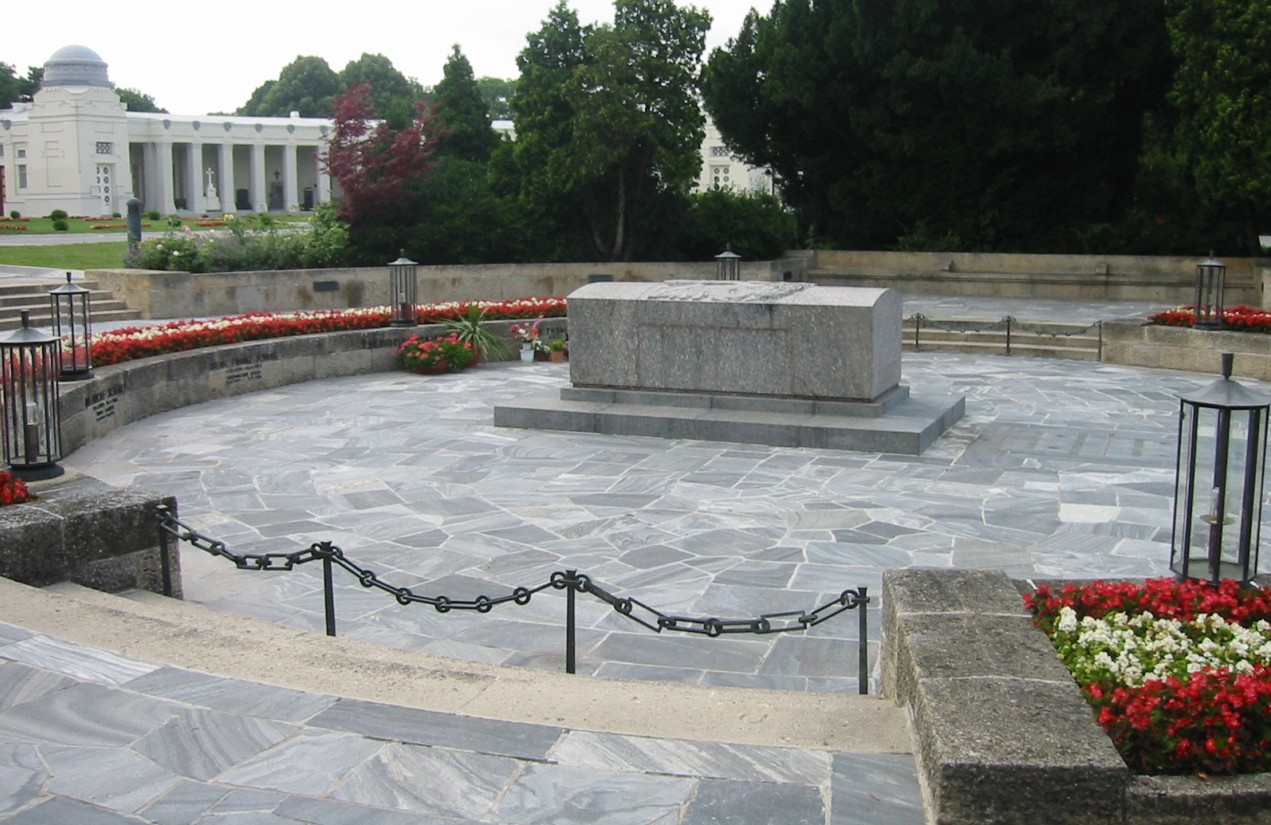
Mausoléu Presidencial.

| Presidente           | Período   |
| -------------------- | --------- |
| Karl Renner          | 1945–1950 |
| Theodor Körner       | 1951–1957 |
| Adolf Schärf         | 1957–1965 |
| Franz Jonas          | 1965–1974 |
| Rudolf Kirchschläger | 1974–1986 |
| Kurt Waldheim        | 1986–1992 |
| Thomas Klestil       | 1992–2004 |

## Sepulturas especiais

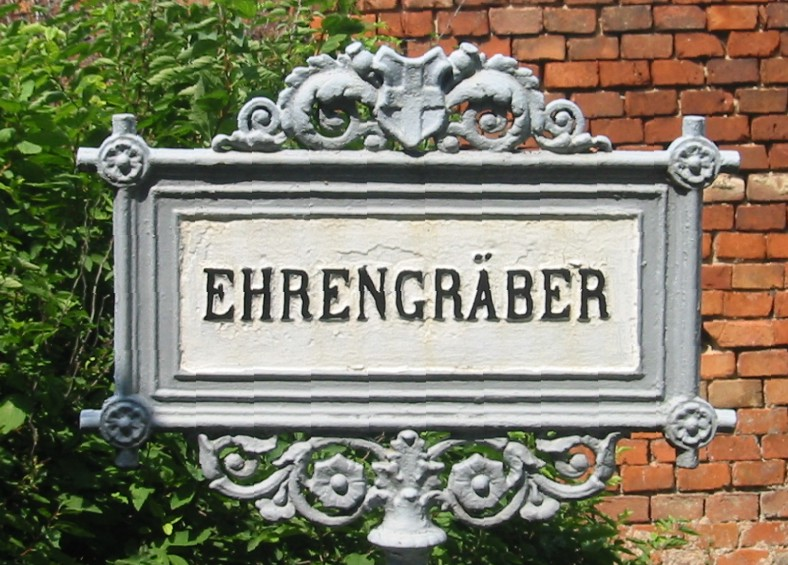
Placa identificatória das sepulturas especiais "Ehrengräber".

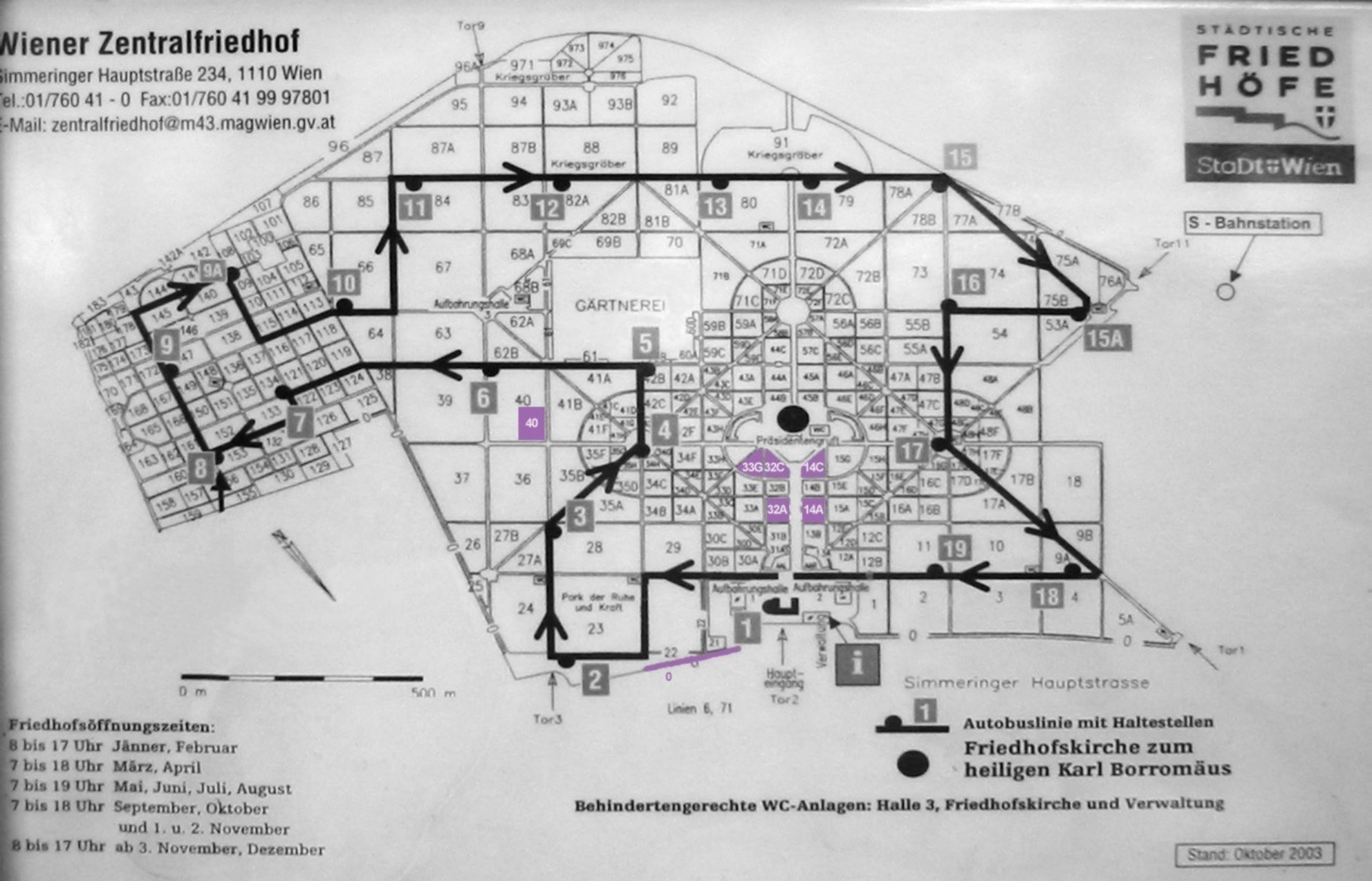
Mapa com localização das sepulturas especiais.

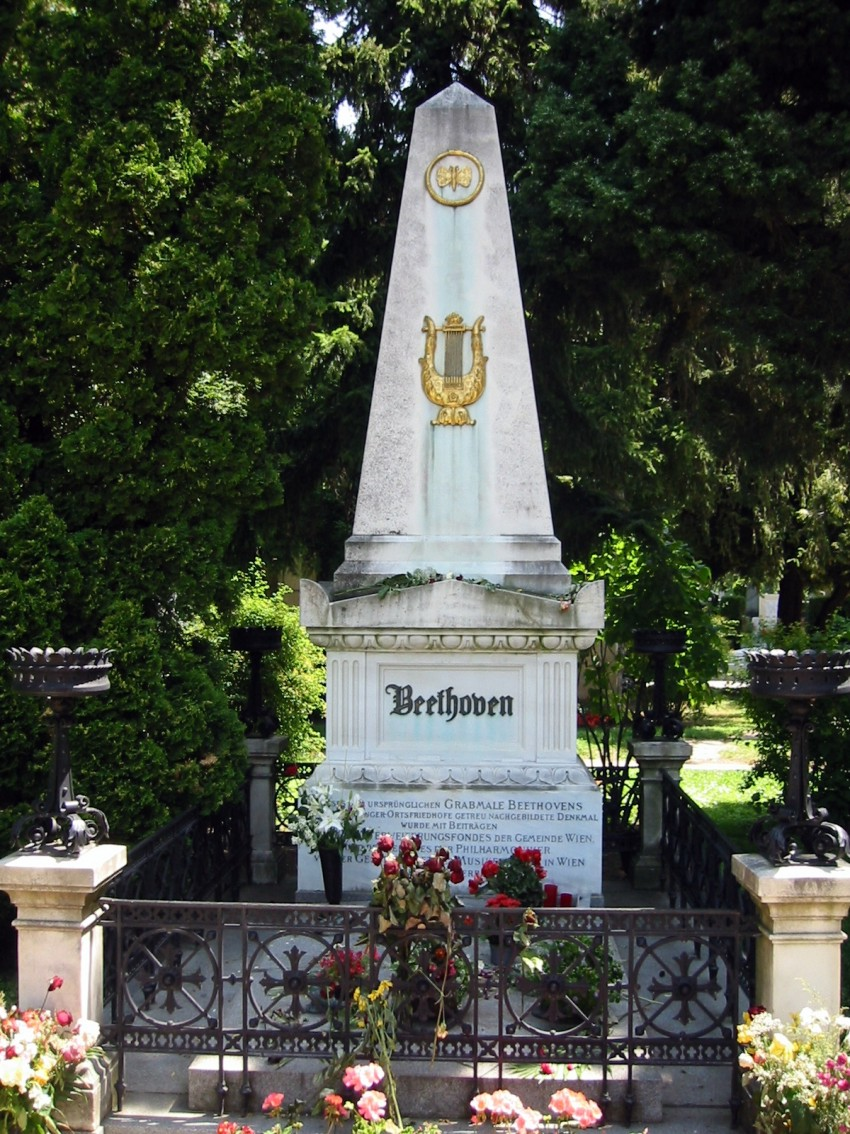
Ludwig van Beethoven.

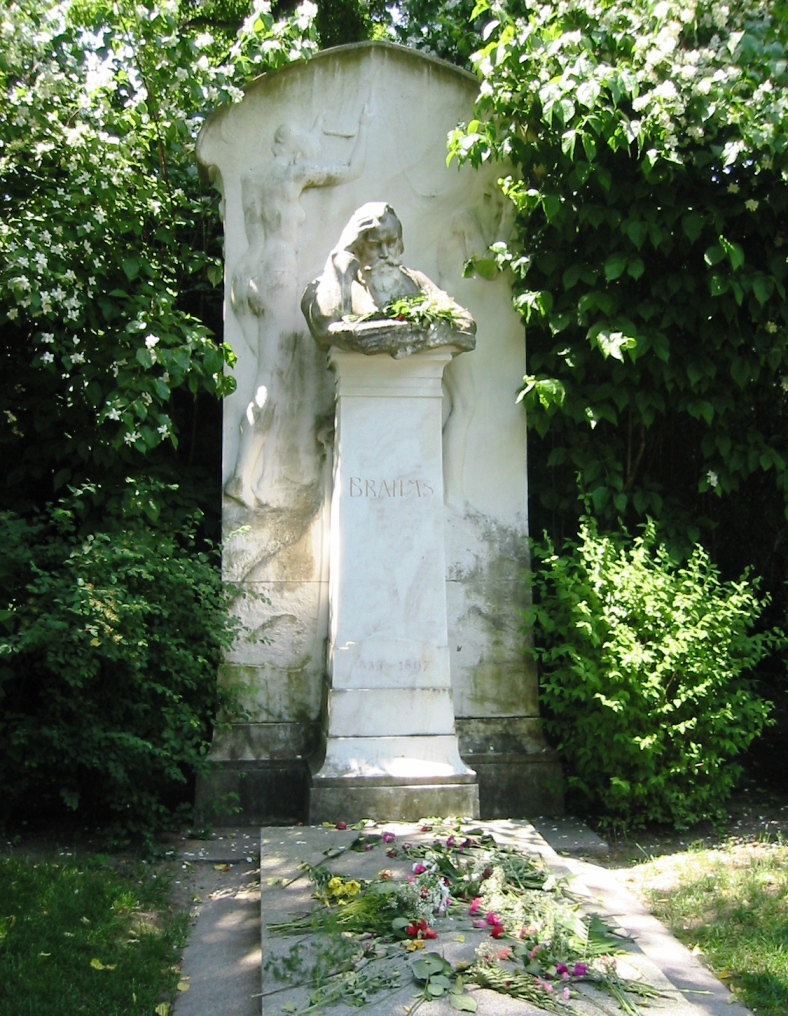
Johannes Brahms.

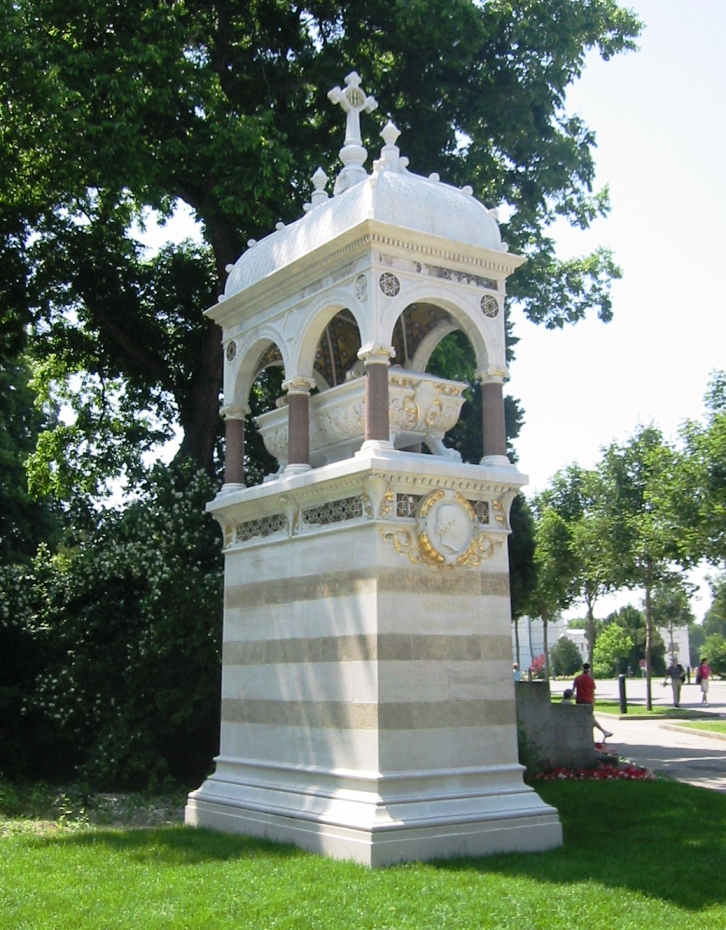
Carl Ritter von Ghega.

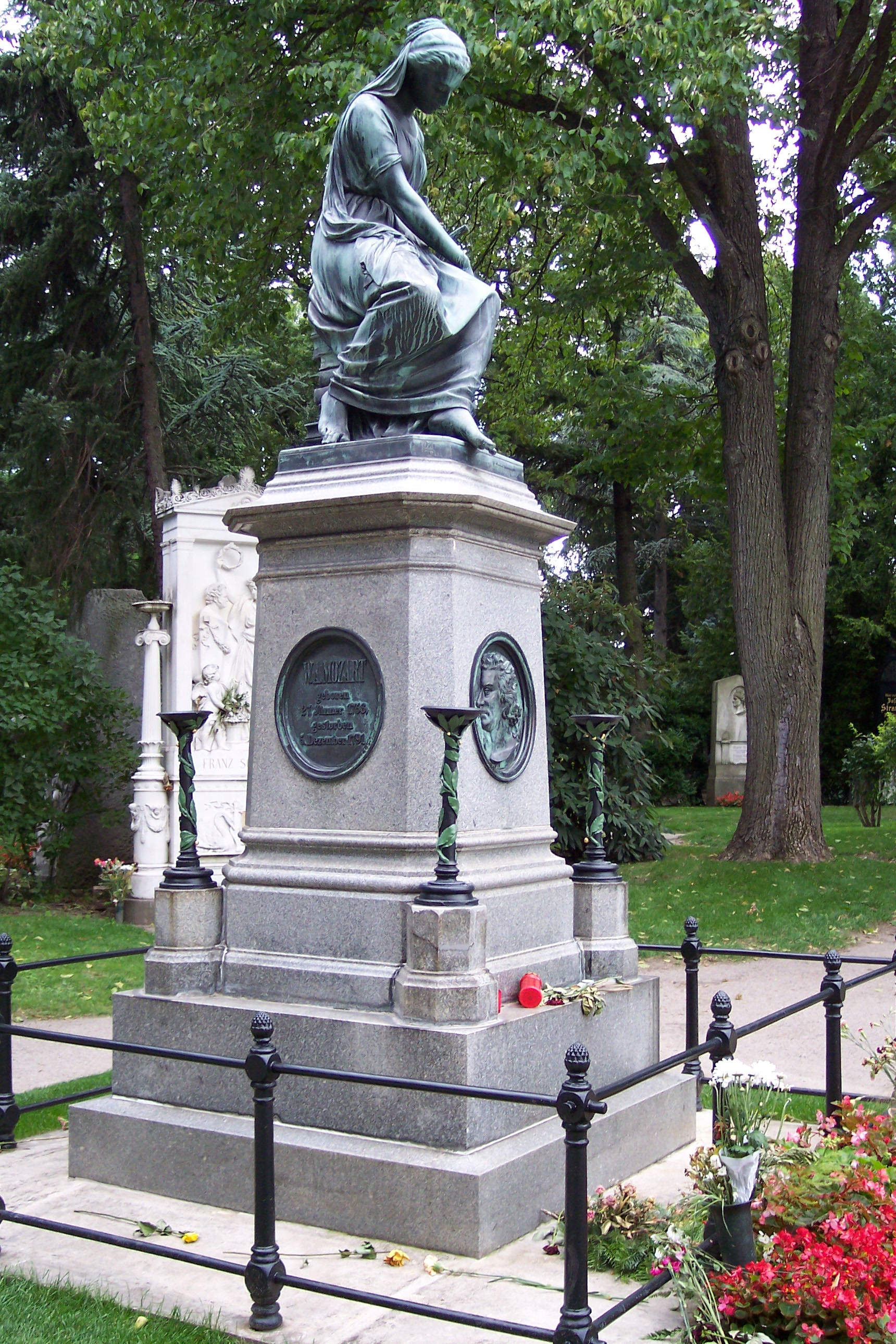
Monumento dedicado a W. A. Mozart.

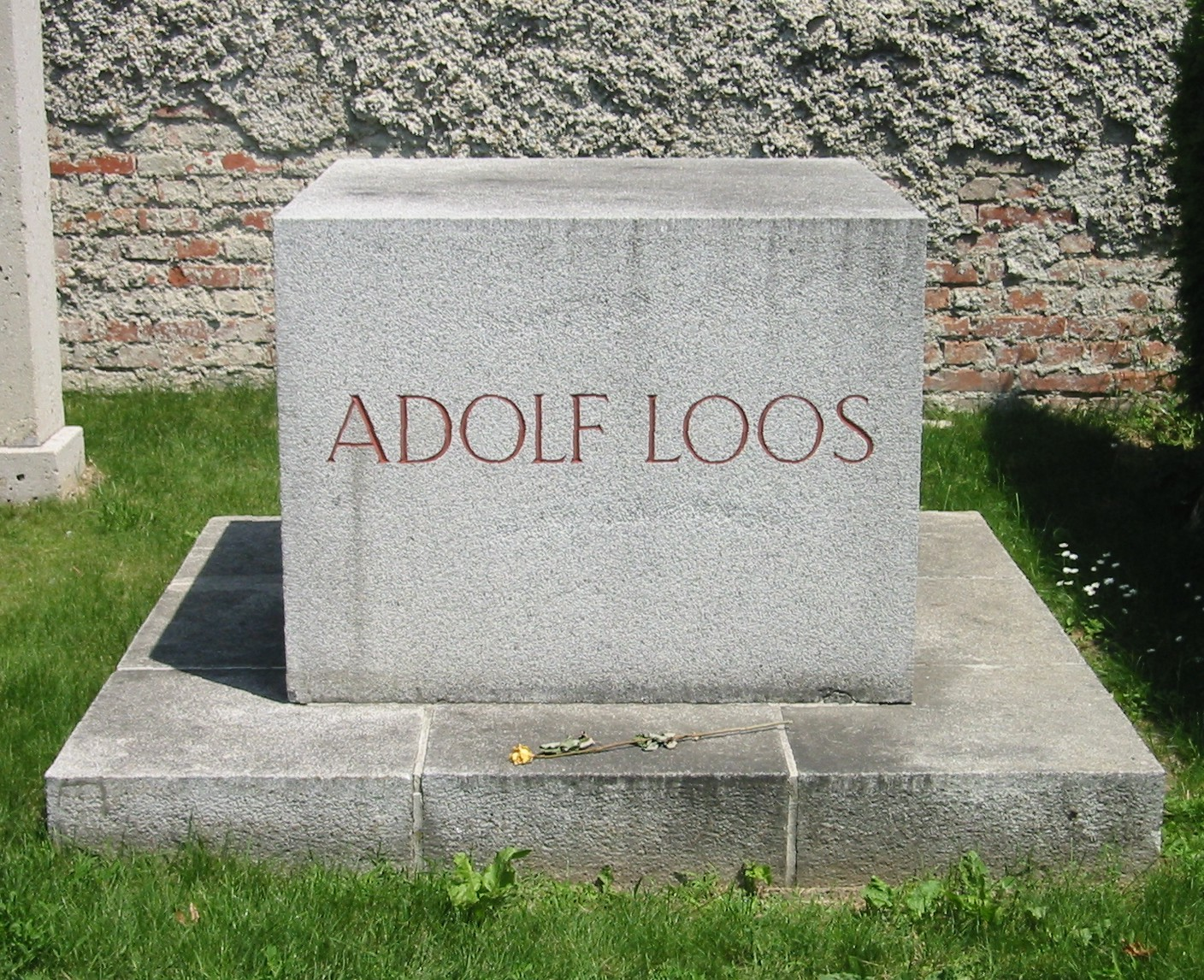
Adolf Loos.

| Nome                        | Nascimento e morte | Ocupação                                          |
| --------------------------- | ------------------ | ------------------------------------------------- |
| Ludwig Anzengruber          | 1839–1889          | Escritor                                          |
| Ludwig van Beethoven        | 1770–1827          | Compositor                                        |
| Max (Maxi) Böhm             | 1916–1982          | Ator                                              |
| Ludwig Boltzmann            | 1844–1906          | Matemático e Físico                               |
| Johannes Brahms             | 1833–1897          | Compositor                                        |
| Gerhard Bronner             | 1922–2007          | Artista de Cabaré e Músico                        |
| Karl Farkas                 | 1893–1971          | Ator e Artista de Caberé                          |
| Peter Fendi                 | 1796–1842          | Pintor e Litógrafo                                |
| Leopold Figl                | 1902–1965          | Político                                          |
| Carl Ritter von Ghega       | 1802–1860          | Engenheiro, Construtor do Semmeringbahn           |
| Christoph Willibald Gluck   | 1714–1787          | Compositor                                        |
| Theophil von Hansen         | 1813–1891          | Arquiteto (idealizador da Wiener Ringstraße)      |
| Karl Freiherr von Hasenauer | 1833–1894          | Arquiteto                                         |
| Josef Hoffmann              | 1870–1956          | Arquiteto e Designer                              |
| Paul Hörbiger               | 1894–1981          | Ator                                              |
| Ernst Jandl                 | 1925–2000          | Escritor                                          |
| Curd Jürgens                | 1915–1982          | Ator                                              |
| Bruno Kreisky               | 1911–1990          | Político                                          |
| György Ligeti               | 1923–2006          | Compositor                                        |
| Theo Lingen                 | 1903–1978          | Ator                                              |
| Adolf Loos                  | 1870–1933          | Arquiteto                                         |
| Siegfried Marcus            | 1831–1898          | Pioneiro dos automóveis                           |
| Hans Moser                  | 1880–1964          | Ator                                              |
| Alois Negrelli              | 1799–1858          | Engenheiro ( Suezkanal)                           |
| Johann Nestroy              | 1801–1862          | Ator e dramaturgo                                 |
| Peter von Nobile            | 1774–1854          | Arquiteto                                         |
| Eduard van der Nüll         | 1812–1868          | Arquiteto (Wiener Staatsoper)                     |
| Ida Pfeiffer                | 1797–1858          | Exploradora e escritora                           |
| Marcel Prawy                | 1911–2003          | Dramaturgo e crítico de ópera                     |
| Helmut Qualtinger           | 1928–1986          | Ator, Artista de Cabaré e Autor                   |
| Julius Raab                 | 1891–1964          | Político                                          |
| Erwin Ringel                | 1921–1994          | Médico e psicólogo, pioneiro der Suizidforschung  |
| Antonio Salieri             | 1750–1825          | Compositor                                        |
| Emil Jakob Schindler        | 1842–1892          | Pintor                                            |
| Friedrich von Schmidt       | 1825–1891          | Arquiteto (Wiener Rathaus)                        |
| Arnold Schönberg            | 1874–1951          | Compositor, Begründer der Zwölftonmusik           |
| Franz Schubert              | 1797–1828          | Compositor                                        |
| Albin Skoda                 | 1909–1961          | Ator                                              |
| Robert Stolz                | 1880–1975          | Compositor                                        |
| Johann Strauss (pai)        | 1804–1849          | Compositor                                        |
| Johann Strauss (filho)      | 1825–1899          | Compositor                                        |
| Franz von Suppé             | 1819–1895          | Compositor                                        |
| Karl Waldbrunner            | 1906–1980          | Político                                          |
| Hans Weigel                 | 1908–1991          | Escritor                                          |
| Max Weiler                  | 1910–2001          | Pintor                                            |
| Franz Werfel                | 1890–1945          | Escritor                                          |
| Hugo Wiener                 | 1904–1993          | Compositor e Autor                                |
| Anton Wildgans              | 1881–1932          | Poeta                                             |
| Hugo Wolf                   | 1860–1903          | Compositor                                        |
| Fritz Wotruba               | 1907–1975          | Escultor                                          |
| Joe Zawinul                 | 1932–2007          | Jazz-Pianist, Keyboarder, Compositor e Bandleader |
| Helmut Zilk                 | 1927–2008          | Político                                          |
| Richard Réti                | 1889–1929          | Enxadrista                                        |

### Túmulos honorários (seleção)

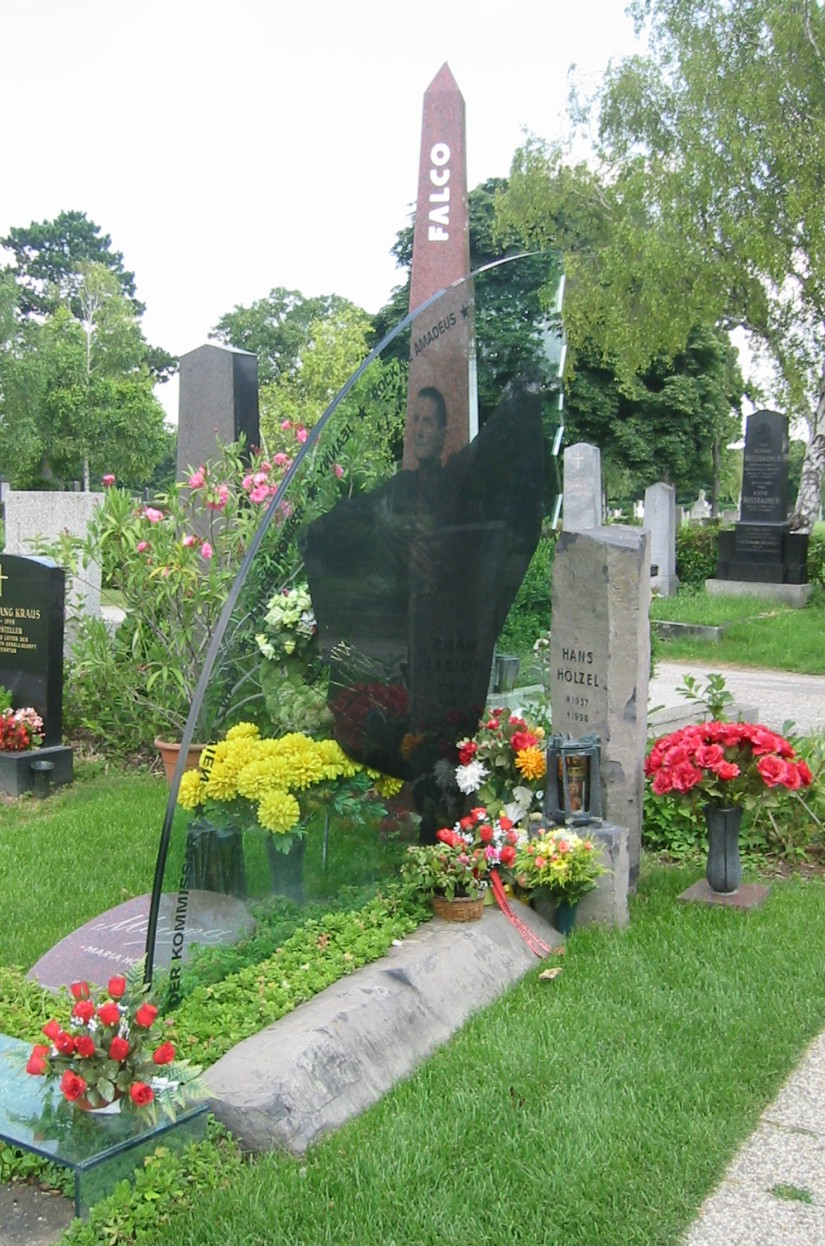
Falco.

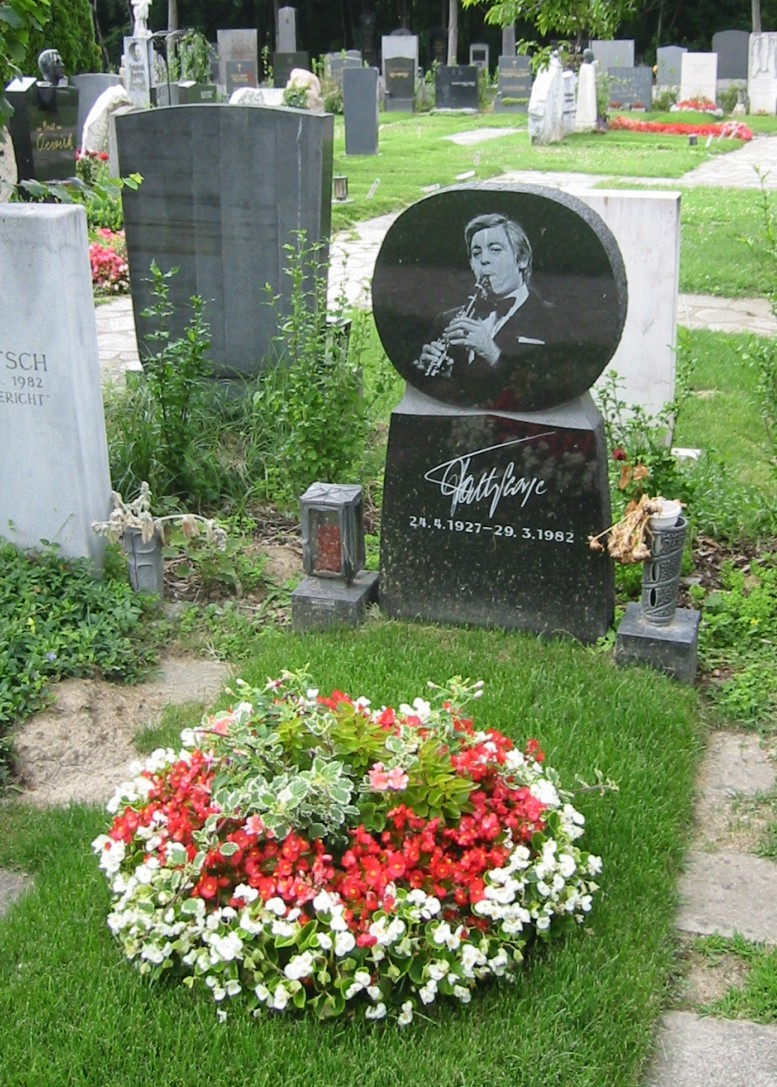
Fatty George.

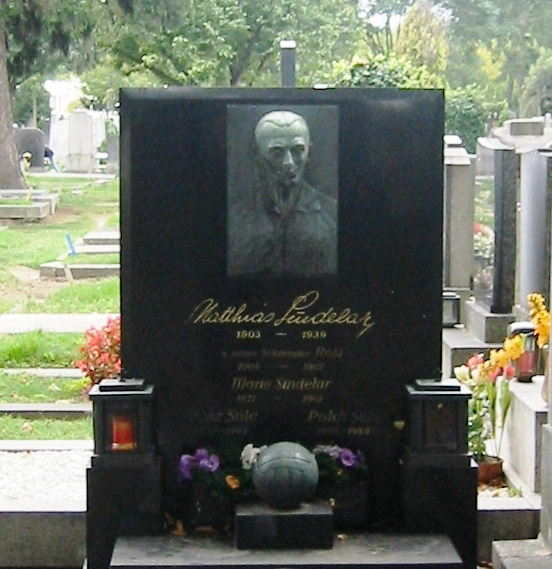
Matthias Sindelar.

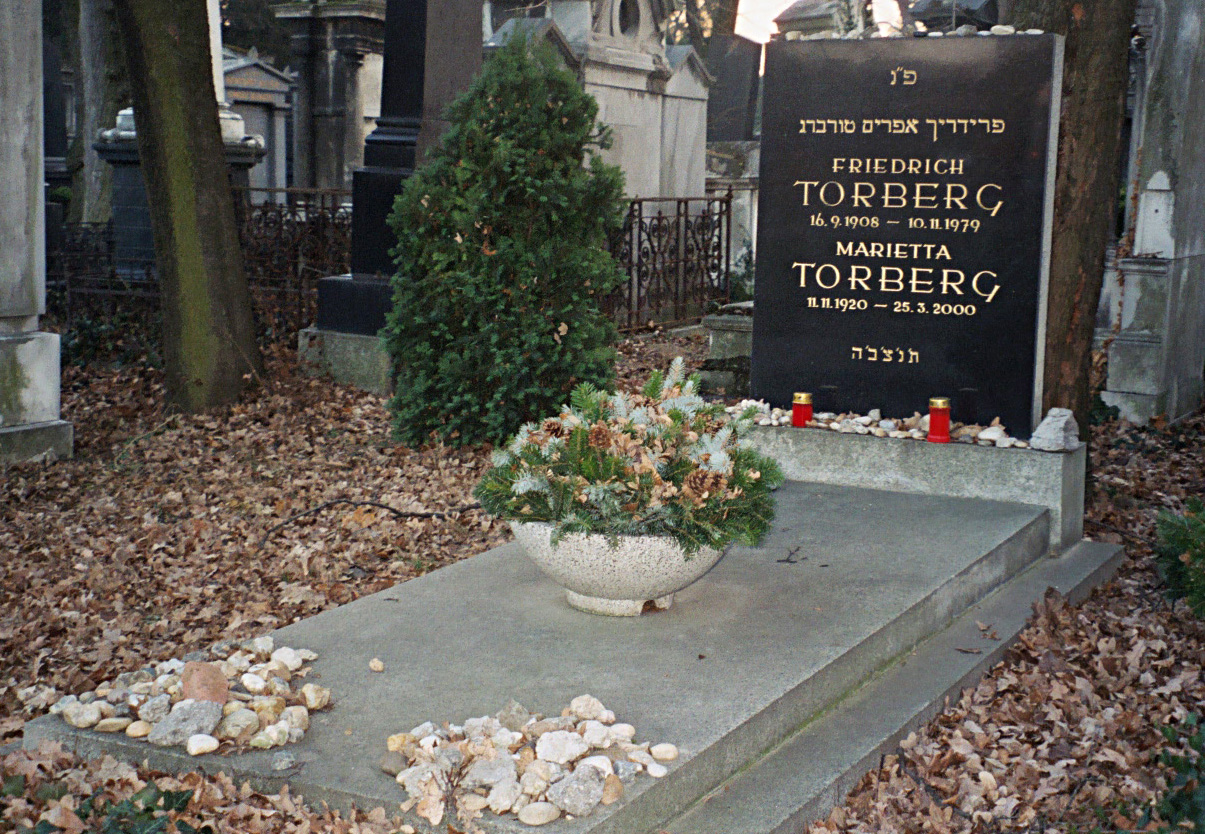
Friedrich Torberg.

| Nome                  | Nascimento e morte | Ocupação                                                         |
| --------------------- | ------------------ | ---------------------------------------------------------------- |
| Victor Adler          | 1852–1918          | Político                                                         |
| Jean Améry            | 1912–1978          | Escritor                                                         |
| Franz Antel           | 1913–2007          | Diretor de cinema, produtor e Autor                              |
| Ludwig Bösendorfer    | 1835–1919          | Klavierbauer                                                     |
| Elfi von Dassanowsky  | 1924–2007          | Cantora, pianista e produtora                                    |
| Franz (Ferry) Dusika  | 1908–1984          | Radrennfahrer                                                    |
| Falco (Johann Hölzel) | 1957–1998          | Popmusiker                                                       |
| Fatty George          | 1927–1982          | Jazzmusiker                                                      |
| Alexander Girardi     | 1850–1918          | Ator                                                             |
| Ludwig Gottsleben     | 1836–1911          | Escritor e Ator                                                  |
| Hans-Peter Heinzl     | 1942–1996          | Ator e Kabarettist                                               |
| Joachim Kemmer        | 1939–2000          | Ator, Kabarettist e Synchronsprecher                             |
| Ludwig von Köchel     | 1800–1877          | Musikschriftsteller, Autor des Köchelverzeichnisses              |
| Karl Kraus            | 1874–1936          | Escritor                                                         |
| Josef Kriehuber       | 1800–1876          | Pintor e Lithograph                                              |
| Carl Kundmann         | 1838–1919          | Bildhauer                                                        |
| Hermann Leopoldi      | 1888–1959          | Komponist e Kabarettist                                          |
| Paul Löwinger         | 1904–1988          | VolksAtor („Löwinger Bühne“)                                     |
| Karl Lueger           | 1844–1910          | Político                                                         |
| Carl Merz             | 1906–1979          | Kabarettist e escritor                                           |
| Friedrich Ohmann      | 1858–1927          | Architekt                                                        |
| Hans Pemmer           | 1886–1972          | Lehrer e Heimatforscher, gründete das erste Wiener Bezirksmuseum |
| Annie Rosar           | 1888–1963          | Atorin                                                           |
| Karl Seitz            | 1869–1950          | Político                                                         |
| Matthias Sindelar     | 1903–1939          | Fußballspieler, Kapitän des österreichischen „Wunderteams“       |
| Erich Sokol           | 1933–2003          | Illustrator e Karikaturist                                       |
| Franz Stoß            | 1909–1995          | Ator e Theaterleiter                                             |
| Friedrich Torberg     | 1908–1979          | Escritor                                                         |
| Ernst Waldbrunn       | 1907–1977          | Ator e Kabarettist                                               |
| Peter Wehle           | 1914–1986          | Compositor, Autor e Kabarettist                                  |
| Carl Zeller           | 1842–1898          | Compositor                                                       |
| Helmut Zenker         | 1949–2003          | Escritor e Drehbuchautor                                         |